# Water Orton
Water Orton es una parroquia civil y un pueblo del distrito de North Warwickshire, en el condado de Warwickshire (Inglaterra).

## Geografía
Según la Oficina Nacional de Estadística británica, Water Orton tiene una superficie de 2,52 km².

## Demografía
Según el censo de 2001, Water Orton tenía 3573 habitantes (48% varones, 52% mujeres) y una densidad de población de 1417,86 hab/km². El 20,65% eran menores de 16 años, el 71,73% tenían entre 16 y 74 y el 7,61% eran mayores de 74. La media de edad era de 39,2 años. Del total de habitantes con 16 o más años, el 25,22% estaban solteros, el 59,82% casados y el 14,96% divorciados o viudos.
El 97,68% de los habitantes eran originarios del Reino Unido. El resto de países europeos englobaban al 1,18% de la población, mientras que el 1,15% había nacido en cualquier otro lugar. Según su grupo étnico, el 98,29% eran blancos, el 0,92% mestizos, el 0,42% asiáticos, el 0,28% negros y el 0,08% de cualquier otro salvo chinos. El cristianismo era profesado por el 80,68%, el budismo por el 0,25%, el hinduismo por el 0,14%, el judaísmo por el 0,08%, el islam por el 0,42% y el sijismo por el 0,11%. El 12,51% no eran religiosos y el 5,8% no marcaron ninguna opción en el censo.
1797 habitantes eran económicamente activos, 1748 de ellos (97,27%) empleados y 49 (2,73%) desempleados. Había 1451 hogares con residentes y 15 vacíos.